# Groote Schuur
Groote Schuur is een landgoed in Kaapstad (Zuid-Afrika). In 1657 was het landgoed eigendom van de Vereenigde Oostindische Compagnie, die het deels als graanschuur gebruikte. Later werden de boerderij en de bijbehorende grond verkocht aan particulieren. Daarna werd Groote Schuur overgenomen door William De Smidt en bleef het in het bezit van de familie totdat het in 1878 door Abraham De Smidt, landmeter-generaal van de Kaapkolonie, werd verkocht aan Hester Anna van der Byl. In 1891 huurde Cecil Rhodes het in eerste instantie, maar kocht het in 1893 voor circa €70.000,- over. Vervolgens verbouwde architect Herbert Baker de boerderij.
Na een brand in 1896 bleef er weinig van het oorspronkelijke huis over. Het traditionele rieten dak werd vervangen door stevigere leien. Rhodes gaf geen strikte instructies over wat hij van Baker wilde. Wel was duidelijk dat hij alle mechanisch gemaakte voorwerpen (zoals scharnieren voor ramen) verafschuwde. Baker verving de voorkant van het huis, voegde een lange stoep aan de achterkant toe en bouwde een nieuwe vleugel. De vleugel bevatte een biljartkamer en een grote slaapkamer boven op de tweede verdieping met een grote erker met uitzicht op Duivelspiek (Devil's Peak in het Engels). Hij voegde ook een grote hal toe met een enorme open haard.
Ook bij de inrichting van het huis speelde Baker een belangrijke rol. Aanvankelijk werd het ingericht met moderne meubels uit Londen, maar beïnvloed door Baker verschoof Rhodes naar het meer traditioneel Kaaps meubilair. Dit zou het begin van Rhodes' collectie koloniale meubels markeren.
Rhodes stond erom bekend gastvrij te zijn. Zijn leven bestond uit etentjes en bijeenkomsten, en dus gebruikte hij zijn woning ook als bedrijf en zelfs als politiek hoofdkantoor. Van 1910 tot 1984 was het de officiële Kaapse residentie van de premiers van Zuid-Afrika en bleef het de presidentiële residentie van Pieter Willem Botha en Frederik Willem de Klerk.
Het gebouw was op 4 mei 1990 de locatie voor de ondertekening van de historische Groote Schuur Minute tussen Nelson Mandela, van het Afrikaans Nationaal Congres, en De Klerk, de toenmalige staatspresident van Zuid-Afrika. Het document was een verbintenis tussen de twee partijen om het bestaande klimaat van geweld en intimidatie op te lossen, evenals een verbintenis tot stabiliteit en een vreedzaam onderhandelingsproces. Daarbij werd er een werkgroep opgericht om het verlenen van tijdelijke immuniteit aan ANC-kaders te onderzoeken, te adviseren over hoe om te gaan met de vrijlating van politieke gevangenen en om aanbevelingen te doen over de definitie van politieke misdrijven.
Toen Mandela aantrad als president werd het Genadendal-gebouw de residentie van de Zuid-Afrikaanse president in Kaapstad. Groote Schuur is tegenwoordig een museum en alleen op afspraak open voor publiek.
De boerderij gaf zijn naam aan het Groote Schuur-Hospitaal.

## Galerij

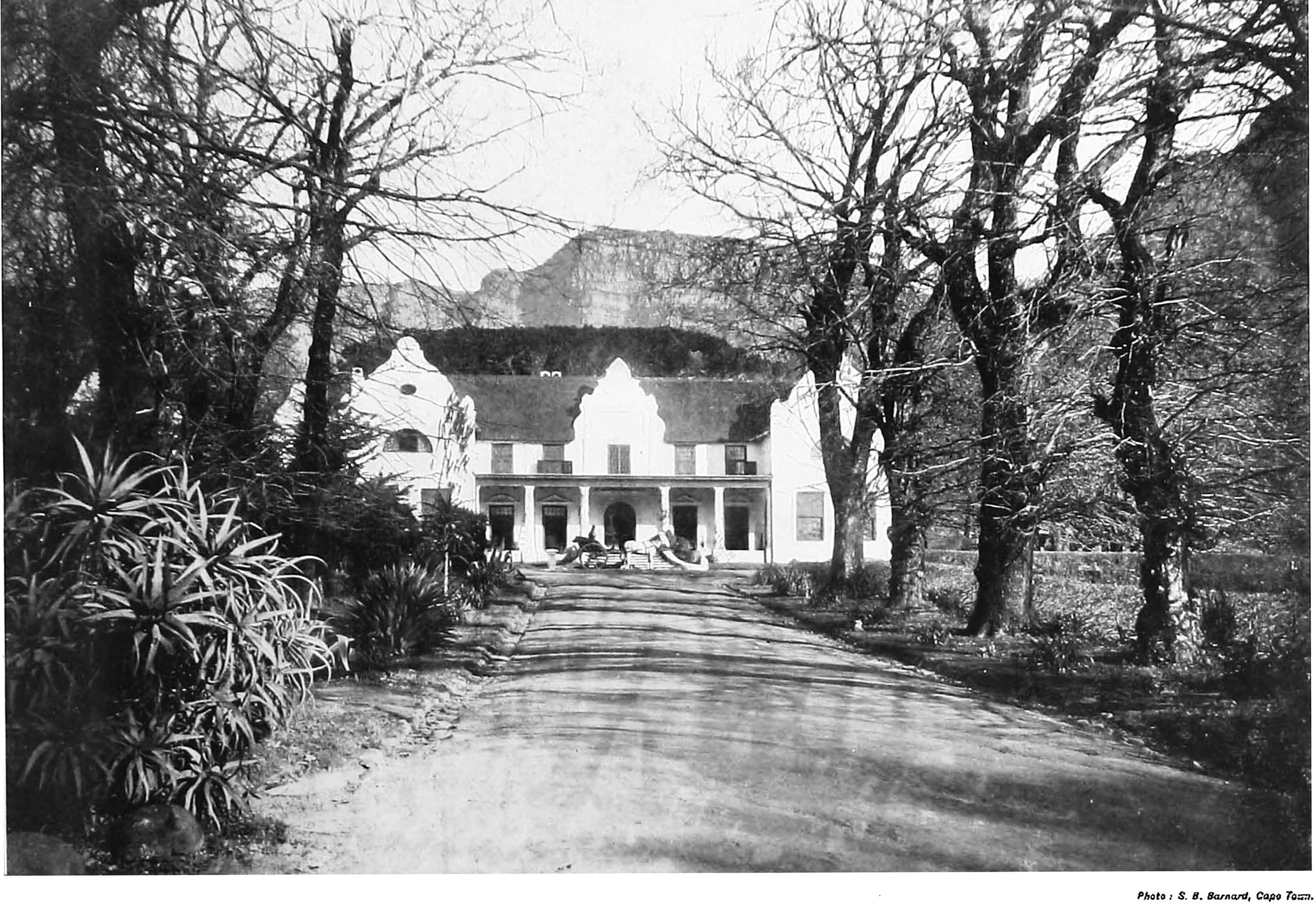
Groote Schuur tussen 1897 en 1899.
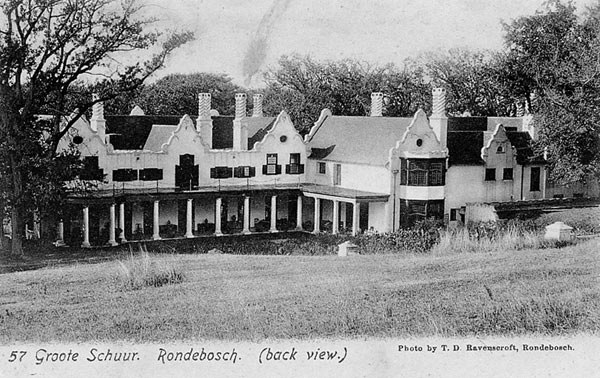
De achterkant van Groote Schuur, circa 1905.
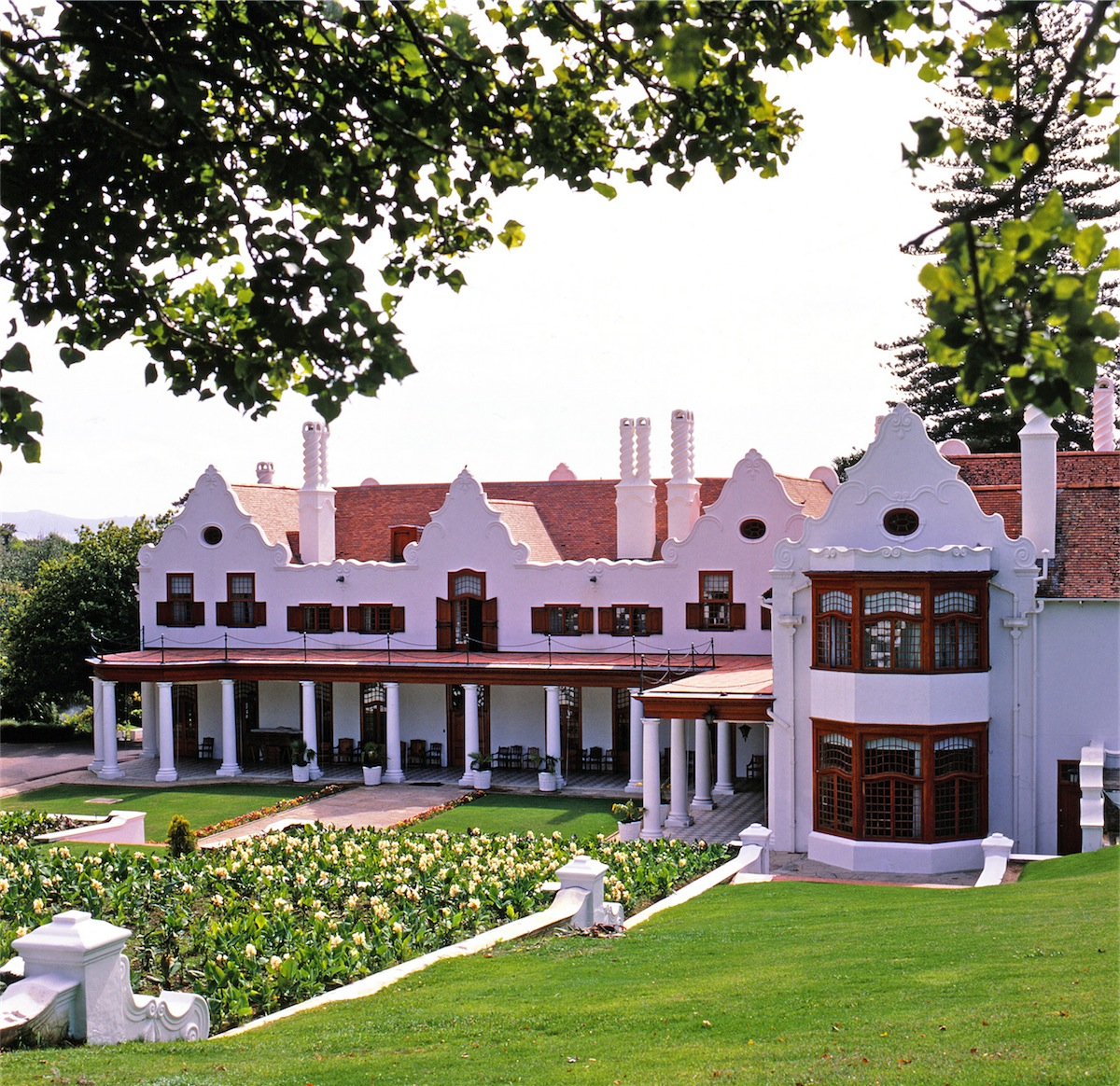
Groote Schuur in 1988.